# إرنست لينر
إرنست لينر (بالألمانية: Ernst Lehner)‏ (7 نوفمبر 1912 – 10 يناير 1986) لاعب كرة قدم ألماني راحل كان يجيد اللعب في خط الهجوم .
لعب طوال مسيرته الرياضية في أندية أوغسبورغ (1929-1940) بلاو-فيس برلين (1940-1943) أوغسبورغ (1943-1947) فيكتوريا أتشافينبورغ (1947-1951).
مثل منتخب ألمانيا في 65 مباراة مسجلا 31 هدف (1933-1942). شارك مع منتخب ألمانيا في بطولة كأس العالم 1934 في إيطاليا حيث احتل المركز الثالث و بطولة كأس العالم لكرة القدم 1938 في فرنسا حيث خرج من الدور الأول.
تولى تدريب نادي دارمستادت (1961-1966).

## وصلات خارجية
- إرنست لينر على موقع IMDb (الإنجليزية)
- إرنست لينر على موقع ديسكوغز (الإنجليزية)
- إرنست لينر على موقع كينوبويسك (الروسية)
- إرنست لينر على موقع قاعدة بيانات كرة القدم.إي يو (الإنجليزية)
- إرنست لينر على موقع ناشيونال فوتبول تيمز (الإنجليزية)
- إرنست لينر على موقع Soccerway.com (الإنجليزية)
- إرنست لينر على موقع عالم كرة القدم.نت (الإنجليزية)
- إرنست لينر على موقع أوليمبيديا (الإنجليزية)

- هذا سيرة ذاتية